# 天爐座τ
天爐座τ，又名CD-28 1225，HD 22789、SAO 168701、HR 1114，是天爐座的一颗恒星，视星等为6.01，位于銀經224.16，銀緯-53.08，其B1900.0坐标为赤經3h 34m 38s，赤緯-28° -53.08′ 11″。